# تد أرنولد
تد أرنولد (بالإنجليزية: Tedd Arnold)‏‏ (20 يناير 1949 في إلميرا، نيويورك - )؛ كاتب، وروائي، وكاتب للأطفال من الولايات المتحدة.

## الجوائز
- جائزة إدغار